# Orgilus perplexus
Orgilus perplexus är en stekelart som beskrevs av Taeger 1989. Orgilus perplexus ingår i släktet Orgilus och familjen bracksteklar. Inga underarter finns listade i Catalogue of Life.